# Троїцьке (Куп'янський район)
Тро́їцьке — село в Україні, у Шевченківській селищній громаді Куп’янського району Харківської області. Населення становить 308 осіб. Орган місцевого самоврядування — Шевченківська селищна рада.

## Географія
Село Троїцьке знаходиться біля витоків пересихаючої річки Баба, нижче за течією на відстані 1 км розташовані села Сазонівка і Раївка. На річці кілька загат. За 2 км проходять автомобільний шлях Н26 і залізниця, станція Первомайське-Південне (Платформа 101 км).

## Історія
1922 — дата заснування.
12 червня 2020 року, відповідно до Розпорядження Кабінету Міністрів України № 725-р «Про визначення адміністративних центрів та затвердження територій територіальних громад Харківської області», увійшло до складу Шевченківської селищної територіальної громади.
19 липня 2020 року, в результаті адміністративно-територіальної реформи та ліквідації Шевченківського району, село увійшло до складу новоутвореного Куп'янського району Харківської області.

## Об'єкти соціальної сфери

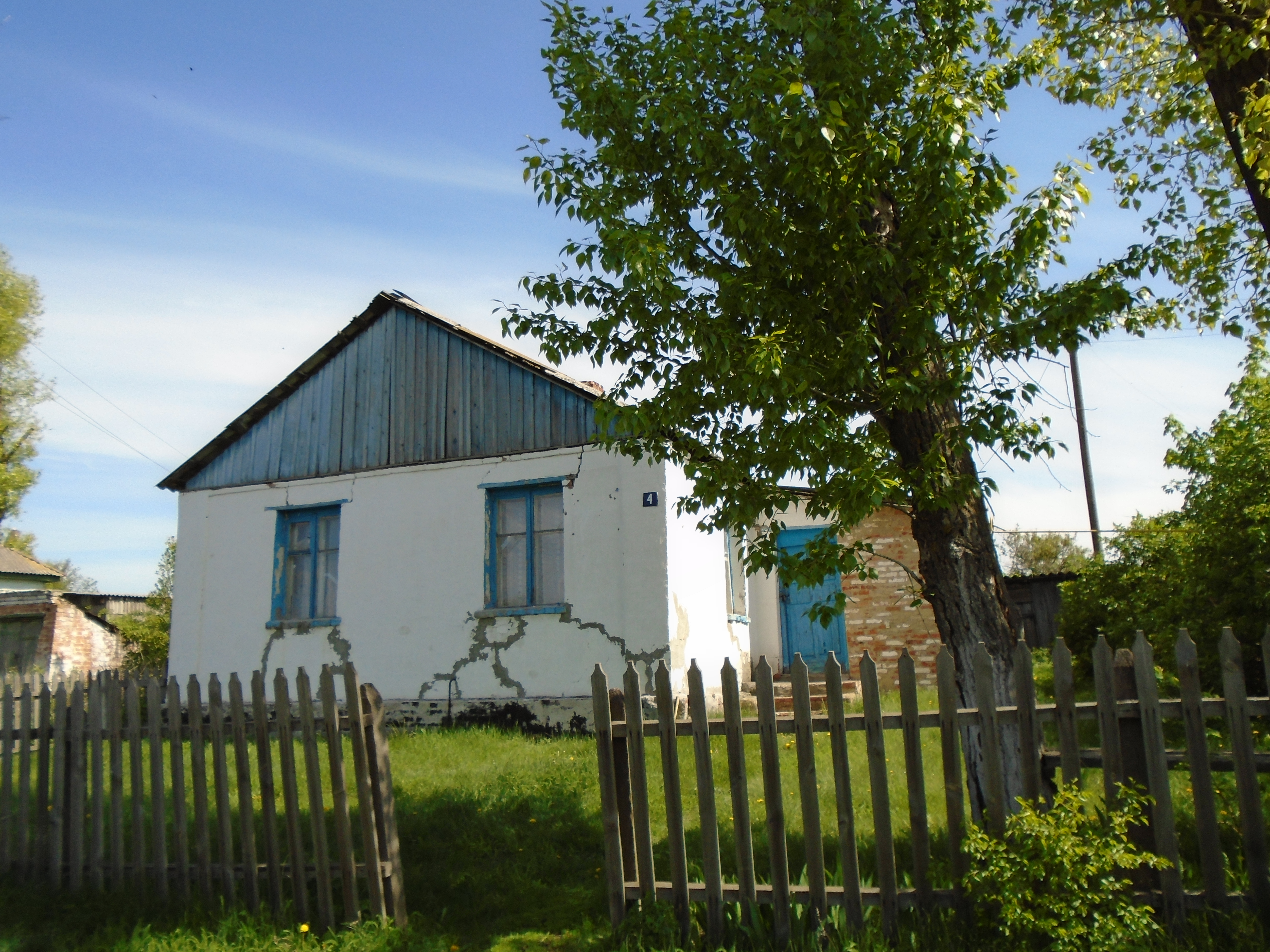
Амбулаторія загальної практики сімейної медицини села Троїцьке

Амбулаторія загальної практики сімейної медицини — медичний пункт села Троїцьке, де люди можуть отримати медичну допомогу, а також придбати ліки.

## Постаті
- Ратій Валерій Федорович (нар. 1940) — заслужений працівник сільського господарства України, почесний громадянин Шевченківського району.

## Галерея

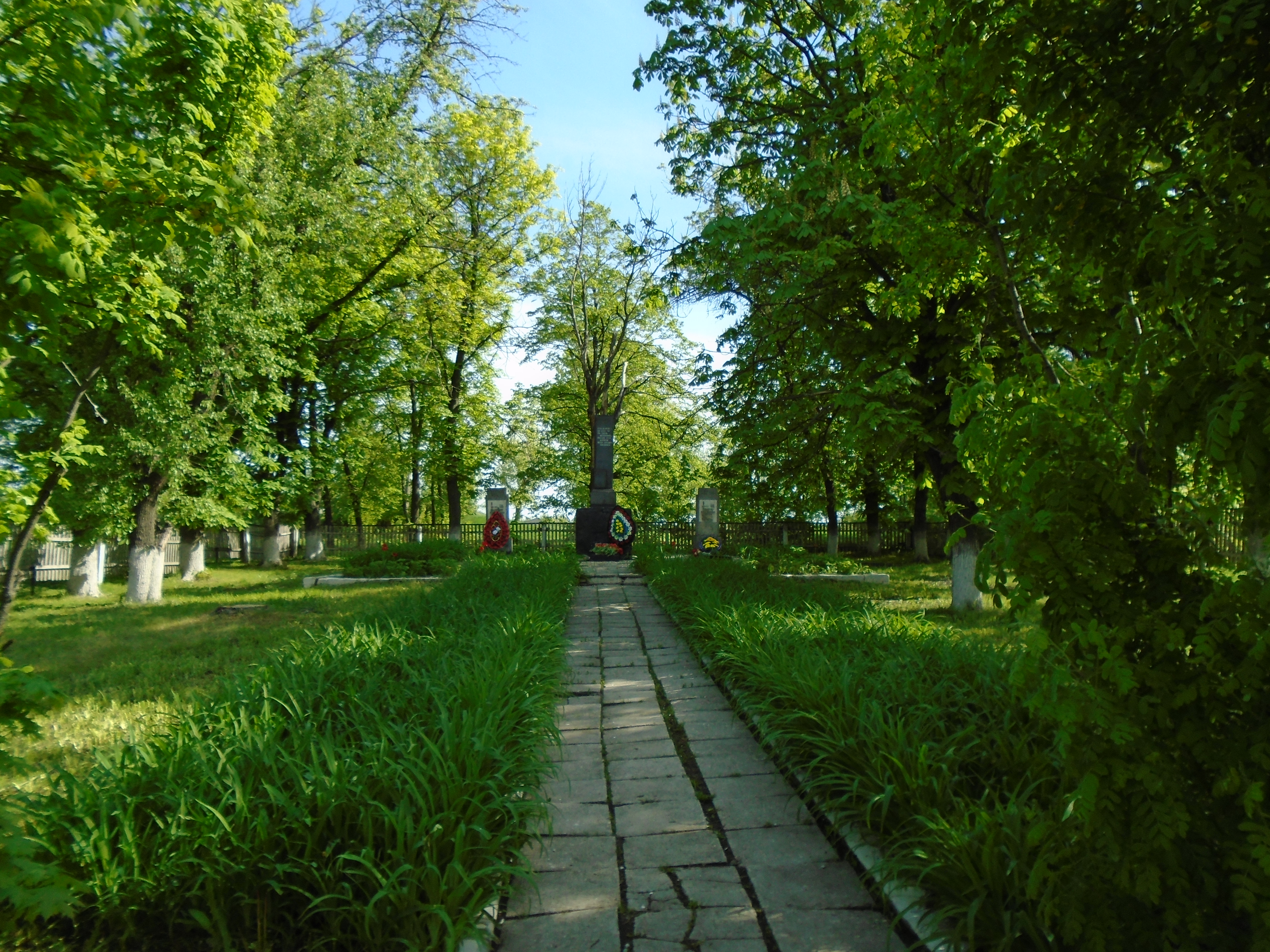
Меморіал
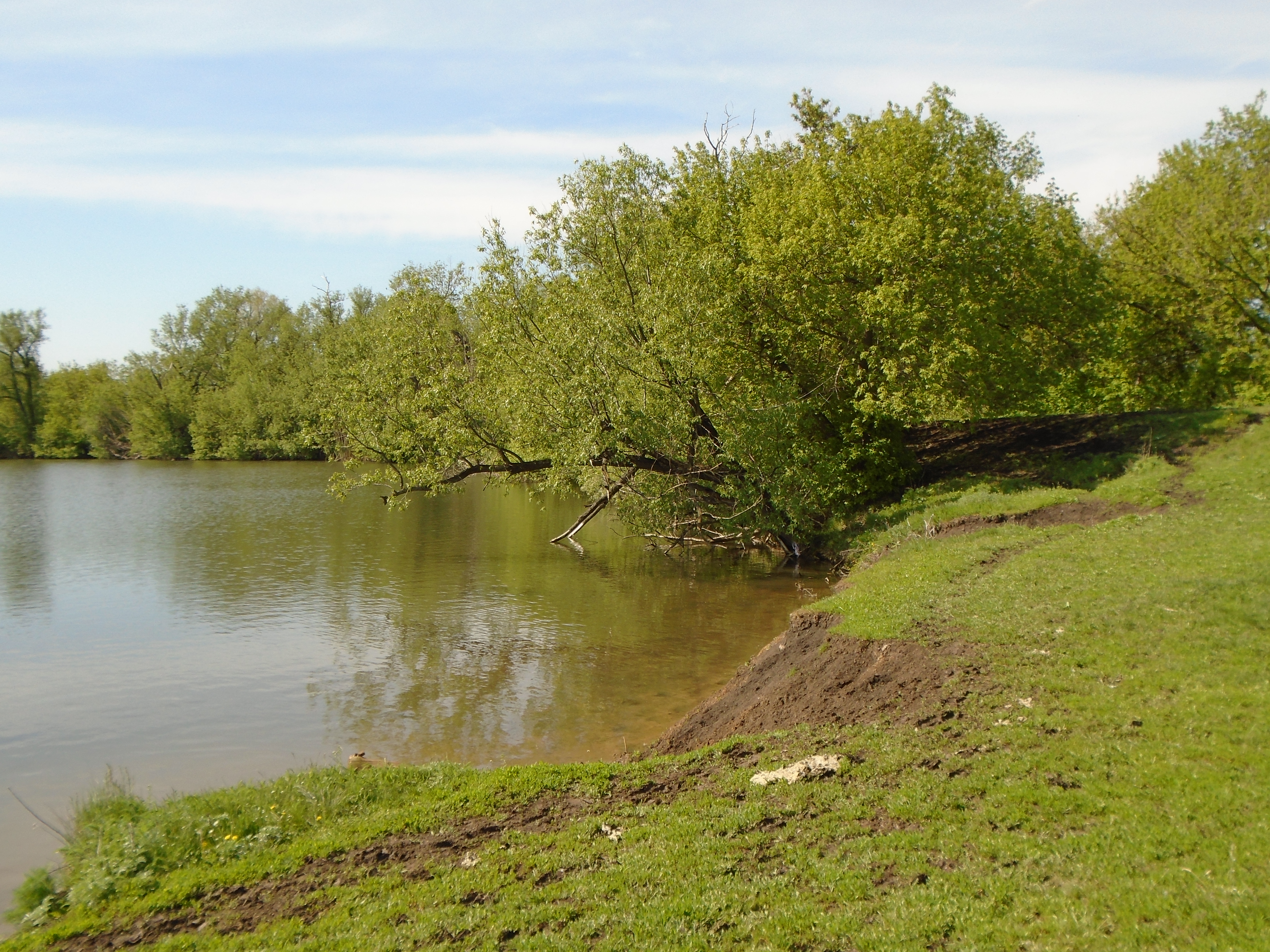
Ставок
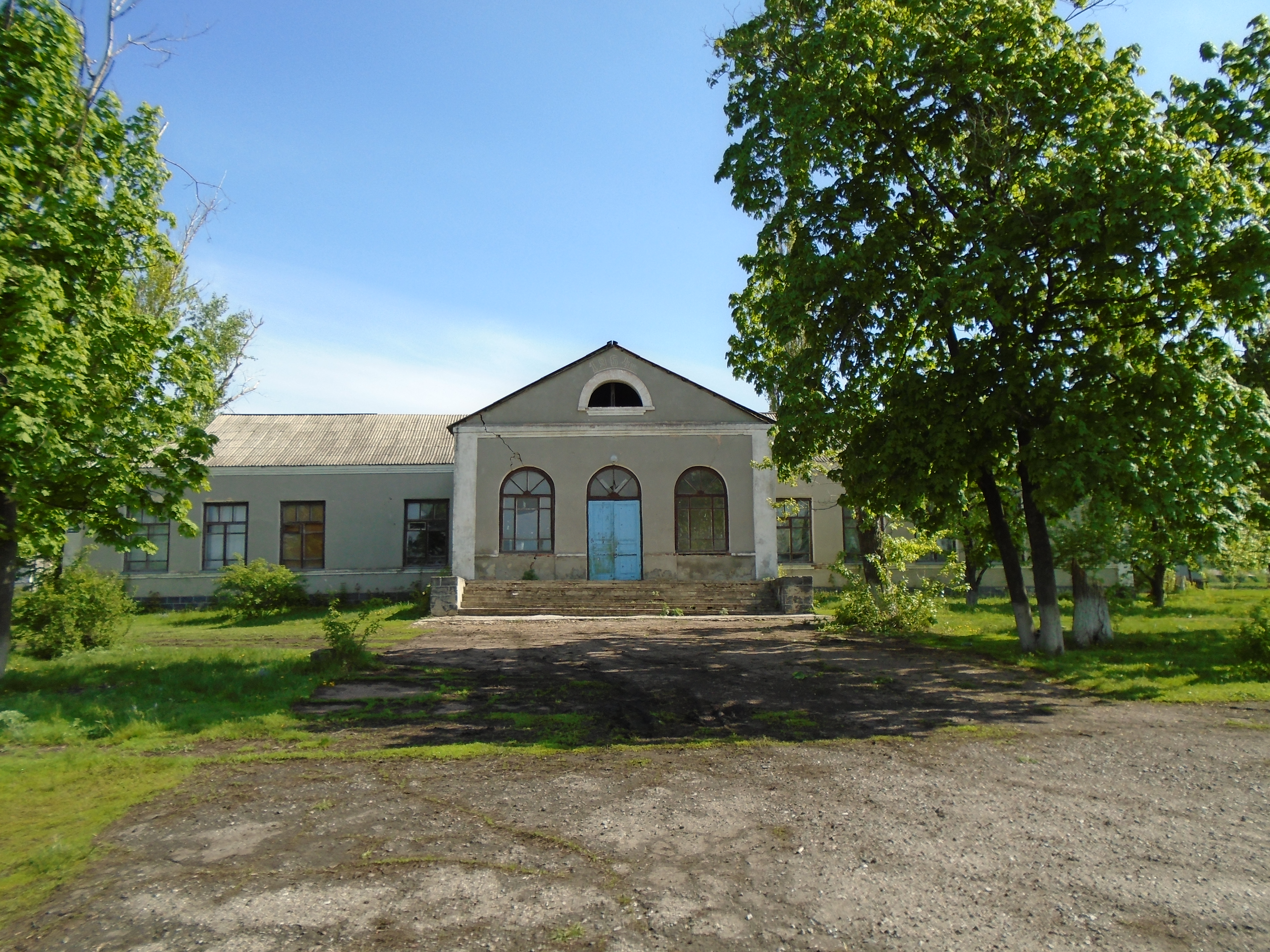
Будинок культури
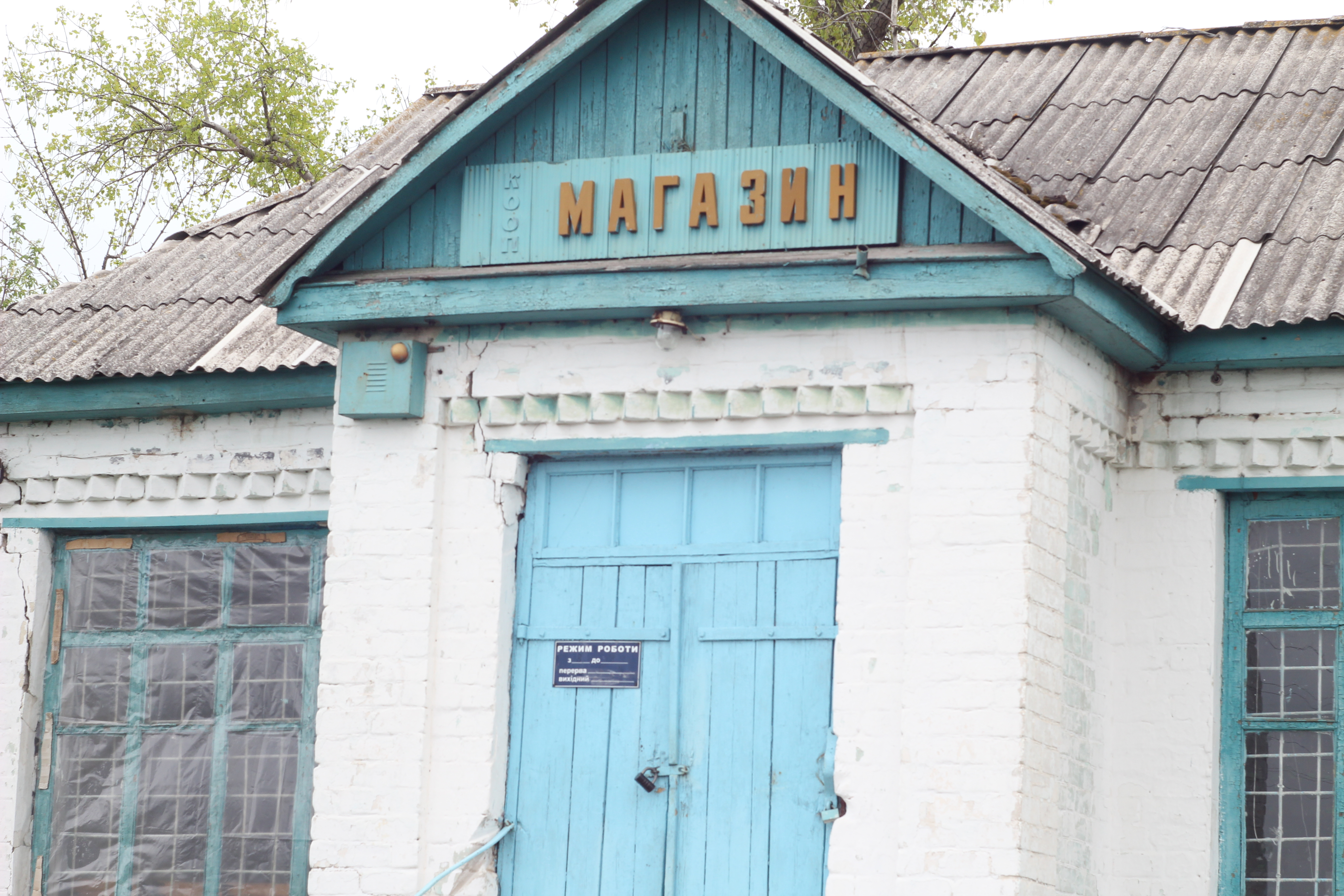
Магазин